# Melanie Stansbury
Melanie Ann Stansbury (Farmington, San Juan megye, Új-Mexikó, 1979. január 31. –) amerikai demokrata politikus, 2021 óta Új-Mexikó állam 1. választókerületének képviselője az Egyesült Államok kongresszusának alsóházában.

## Életpályája
Édesanyja varróként és nehézgépkezelőként dolgozott, gyerekként maga Stansbury is varrt. Az Albuquerque városban található Cibola Gimnáziumba járt, ott érettségizett 1997-ben. Alapdiplomáját a Saint Mary’s College of California-ban szerezte 2002-ben, humánökológia és természettudományok szakon. Mesterdiplomáját a Cornell Egyetemen szerezte 2007-ben szociológia szakon, de posztgraduális kurzusokat is végzett ott.
Karrierjét pedagógusként és kutatóként kezdte az új-mexikói Természettudományi Múzeumban 2002-től 2004-ig. Hasonló feladatkörben folytatta karrierjét a Fehér Ház menedzsmenttel és költségvetéssel foglalkozó irodájában, ahol három évet töltött el, valamint a Szenátus energia és természetes erőforrásokat érintő bizottságában. 2018-ban indult Új-Mexikó állami kongresszusának 28. választókerületének képviselőségéért. Az előválasztáson nem volt kihívója, az általános választásokon pedig legyőzte republikánus ellenfelét, Jimmie Hallt, megszerezve a szavazatok 53 százalékát. 2020-ban újraválasztották, ezúttal két ellenfelét győzte le, egy republikánus és egy libertárius kihívója volt. Amíg állami képviselőként tevékenykedett, olyan témákra fókuszált, mint a gyermekéhezés, a villanyhálózat modernizálása, a víz- és ételrendszer erősítése, a gazdasági esélyek és az egészségügyrendszer javítása, vagy a közbiztonság tökéletesítése. Képviselői ideje alatt 14 törvénytervezete vált joggá, melyek ezekkel a témákkal foglalkoznak.
Miután Új-Mexikó 1. kongresszusi körzetének képviselője, Deb Haaland lemondott 2021-ben, Stansbury indult a körzet képviselőségéért a különleges választáson. Az előválasztáson több ellenféllel kellett megküzdenie a jelölésért, a második fordulóban viszont, miután az elsőben második helyezett lett, nyert, az általános választásokat pedig szintén megnyerte a republikánus Mark Moores ellen. 
2022-ben demokrata ellenfél híján automatikusan ő lett a párt jelöltje, a republikánus Michelle Garcia Holmes-t pedig a szavazatok 55 százalékával legyőzte.

## Politikája
Stansbury tagja a kongresszusi progresszív kakukusznak. Stansbury támogatja a gazdaság egyenlőségét, a bevándorlásreformot, az infrastrukturális befektetéseket, a mimimálbér emelését, a nemek köztö egyenlőség fejlesztését. A képviselő véleménye szerint az egészségügy emberi jog, így támogatja, hogy minden állampolgár garantáltan biztosítva legyen. Ezen túl támogatja a kannabisz legalizálását, a fizetett szülési szabadság garantálását, a környezetvédelmet, az oktatás támogatását, valamint az igazságszolgáltatás reformját.